# Brink

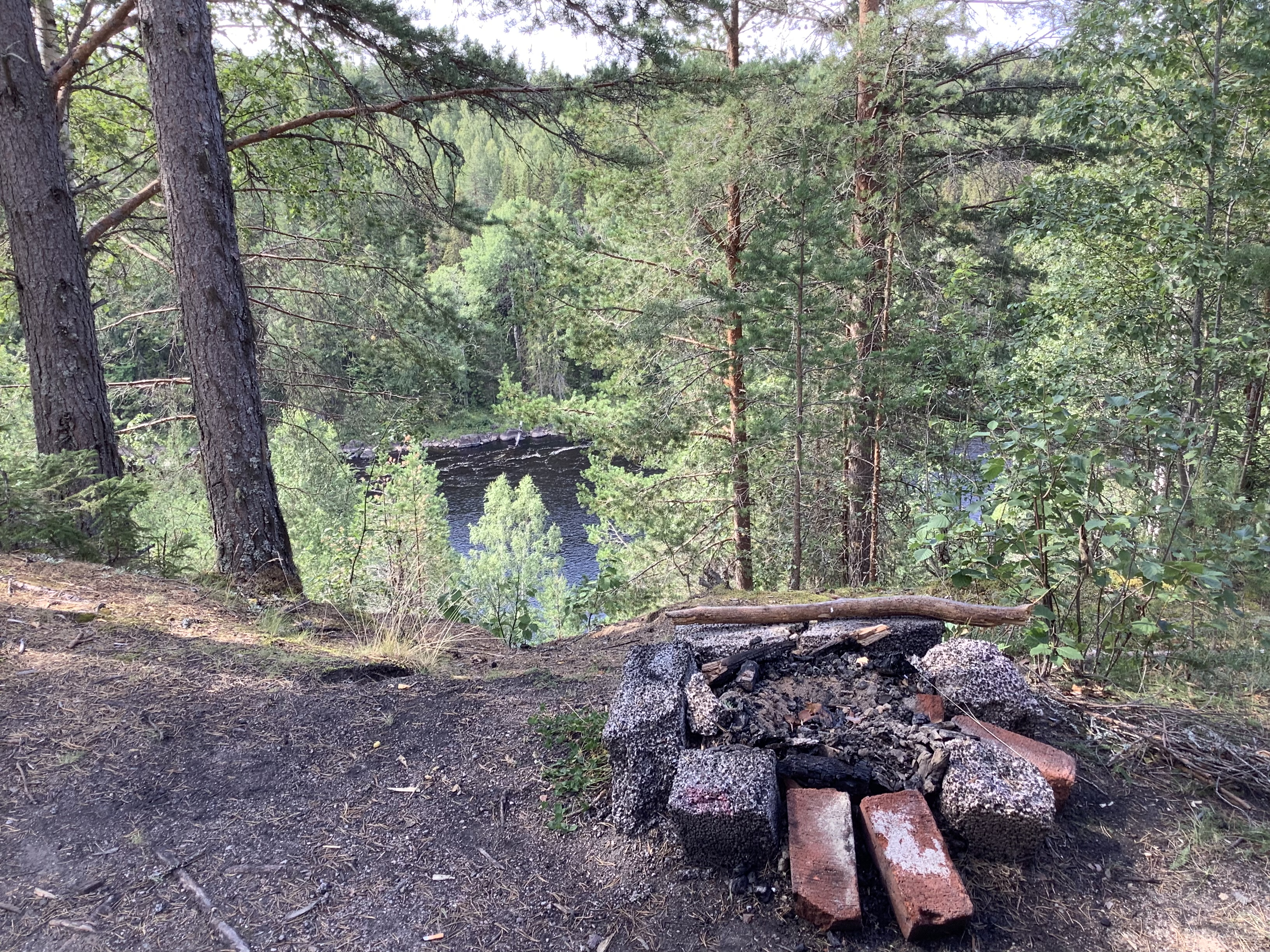
En eldningsplats på strandbrinken vid Ljusnan i Mellanljusnans naturreservat.

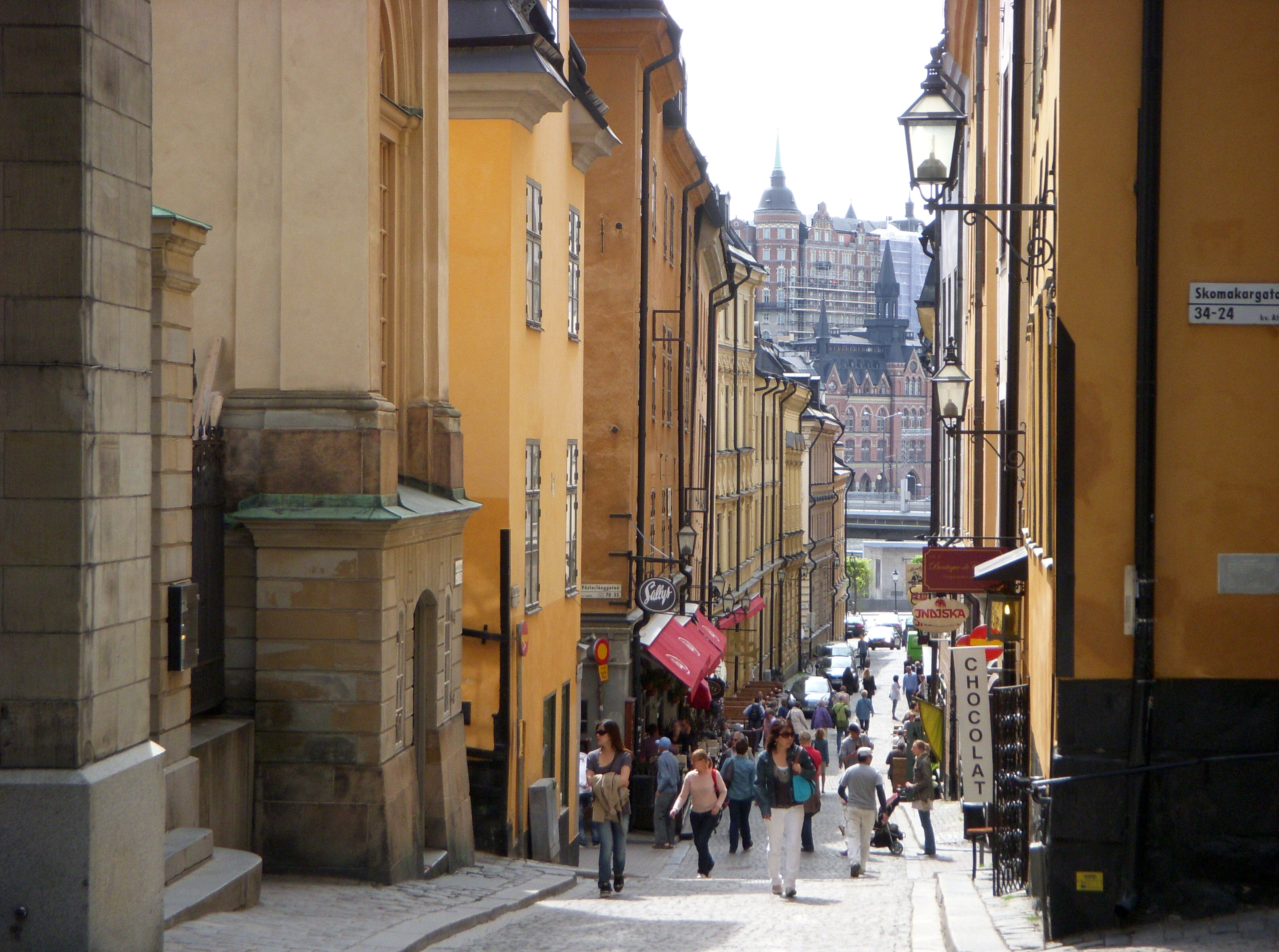
Tyska brinken i Gamla stan i Stockholm

För andra betydelser, se Brink (olika betydelser).
En brink är en kort brant backe.

## Strandbrinkar
Strandbrinkar finns ofta vid stränder till meandrande vattendrag, eftersom vattnet för med sig materialet vid yttersväng till innersväng. När detta händer, gröps strandkanten vid yttersvängen ut och det bildas en brink.

## Namn
Ordet brink kan ingå i gatunamn, som till exempel Tyska brinken och Kåkbrinken i Gamla stan eller Blecktornsbrinken och Skärmarbrink i södra Stockholm.

## Etymologi
Troligen lån från lågtyska.
Synonym kan vara lid.
Motsatsen till en brink är ett näs.

## Källhänvisningar
1. 1 2  "Svensk ordbok" svenska.se
2. ↑  "Svenska Akademiens ordbok" svenska.se